# Бек, Николь
Николь Элиз Бек OAM (англ. Nicole Elise Beck, родилась 28 мая 1988 года) — австралийская регбистка, выступавшая на позиции винга за женские сборные Австралии по регби-15 и по регби-7. Олимпийская чемпионка по регби-7 2016 года.

## Карьера игрока
Бек ранее занималась тач-регби. В сборной по регби-15 дебютировала под руководством тренера Стива Хэмсона в тест-матче 14 октября 2008 года против Новой Зеландии, прошедшем в Канберре на «Вайкинг-Парк» и завершившемся поражением австралиек 3:36. За несколько месяцев до этого выступала за сборную Австралии по регби-7 на квалификации к чемпионату мира по регби-7 — 25 и 26 июля 2008 года в матчах на «Апиа-Парк» в Самоа, в игре против Новой Зеландии занесла попытку и принесла не только победу, но и титул чемпионок Океании.
В 2009 году Бек играла на чемпионате мира по регби-7 и принесла сборной Австралии титул чемпионок мира: уже на второй минуте она занесла первые очки в актив команды благодаря попытке против Новой Зеландии, а в овертайме Шелли Мэтчем занесла ещё одну попытку и принесла итоговую победу 22:15. В 2010 году на женском чемпионате мира по классическому регби Бек занесла одну попытку, провела 11 успешных реализаций и забила один гол со штрафного. Австралия стала бронзовым призёром на том турнире, а Бек попала в число номинанток на приз лучшей регбистки мира по версии Международного совета регби. В полуфинале чемпионата мира Бек стала известна тем, как сорвала попытку англичанки Фионы Покок.
В июле 2015 года на Тихоокеанских играх Николь стала знаменосцем сборной Австралии на церемонии открытия, а со сборной завоевала серебряные медали. В 2016 году Николь Бек вошла в заявку сборной Австралии по регби-7 на Олимпийские игры в Рио-де-Жанейро (игровой номер 3). На турнире Бек занесла две попытки в матче против сборной Колумбии, а австралийская команда победила новозеландок в финале и завоевала олимпийское золото в этом виде спорта. Как олимпийская чемпионка, 26 января 2017 года в День Австралии Бек была награждена Медалью Ордена Австралии.
Карьеру завершила в 2016 году по семейным обстоятельствам.

## Личная жизнь
Учлилась в университете Чарльза Стёрта, учитель физкультуры по образованию. Дети — Софи, Харпер (15 апреля 2017), Аллана, Хэлли (последние две — близняшки, родились 15 апреля 2019 года).